# Teresa Hałas
Teresa Hałas z domu Wójcik (ur. 13 kwietnia 1953 w Krasnymstawie) – polska polityk, rolniczka, samorządowiec i działaczka związkowa, posłanka na Sejm VIII i IX kadencji, przewodnicząca NSZZ Rolników Indywidualnych „Solidarność” (2016–2022).

## Życiorys
Absolwentka liceum ogólnokształcącego. Do czasu przejścia na emeryturę zajmowała się prowadzeniem gospodarstwa rolnego. Była członkinią Rady Ubezpieczenia Społecznego Rolników (1997–2003). Została działaczką NSZZ Rolników Indywidualnych „Solidarność”, obejmując funkcję przewodniczącej struktur związku z województwie lubelskim i sekretarza władz krajowych tej organizacji. W 2016 zastąpiła Jerzego Chróścikowskiego na stanowisku przewodniczącego związku. Rolniczą „Solidarnością” kierowała do 2022.
Od 1990 do 1998 była radną gminy Izbica, a następnie do 2002 radną powiatu krasnostawskiego z listy Akcji Wyborczej Solidarność. Zaangażowała się w działalność polityczną w ramach Prawa i Sprawiedliwości. W 2006 powróciła do rady powiatu, ponownie wybierana w 2010 i 2014, pełniła m.in. funkcję wiceprzewodniczącej tego gremium.
W 1993 bez powodzenia kandydowała do Senatu z ramienia Polskiego Stronnictwa Ludowego – Porozumienia Ludowego. W 1997 bezskutecznie ubiegała się o mandat poselski z listy Ruchu Odbudowy Polski w województwie zamojskim (otrzymała 3085 głosów). W 2005, 2007 i 2011 ponownie bez powodzenia kandydowała do Sejmu z ramienia Prawa i Sprawiedliwości w okręgu chełmskim. W wyborach parlamentarnych w 2015 uzyskała w tym okręgu mandat posłanki VIII kadencji, otrzymując 6451 głosów. W 2019 z powodzeniem ubiegała się o poselską reelekcję (dostała 8622 głosy).
We wrześniu 2020 została przez prezesa PiS Jarosława Kaczyńskiego zawieszona w prawach członka partii za złamanie dyscypliny klubowej, głosując przeciwko nowelizacji ustawy o ochronie zwierząt; zawieszenie wygasło w listopadzie tegoż roku.
W grudniu 2020 została powołana w skład utworzonej przez prezydenta Andrzeja Dudę Rady ds. Rolnictwa i Obszarów Wiejskich. Nie kandydowała w wyborach parlamentarnych w 2023. W 2024 bez powodzenia startowała do rady powiatu z ramienia komitetu sygnowanego swoim nazwiskiem.

## Odznaczenia
W 2006 otrzymała Brązowy Krzyż Zasługi.